# Tris Osborne
Tristan John Osborne est un homme politique du parti travailliste britannique qui est député de Chatham et Aylesford depuis 2024.

## Jeunesse
Osborne est originaire de la région de Medway dans le Kent et grandit à Rochester,. Il fréquente l'école primaire catholique St William of Perth à Rochester avant de recevoir une bourse pour l'école privée King's School de Rochester en raison de son poste de choriste à la cathédrale de Rochester. Il est titulaire d'une licence en sciences naturelles (2004) et d'une maîtrise en gestion d'entreprise (2006) du College of St Hild and St Bede, qui fait partie de l'Université de Durham. Osborne, qui est gay, est un militant LGBT à l'université,.

## Début de carrière
Après avoir quitté l'université, Osborne travaille pour une start-up bancaire spécialisée dans le risque financier de juillet 2006 à novembre 2013 et pour un cabinet de conseil conseillant les partis politiques sur la réglementation des entreprises de décembre 2013 à juillet 2016. Alors qu'il travaille à Londres, il est agent spécial auprès de la police métropolitaine à Greenwich et à Charlton,. Osborne retourne ensuite dans la région de Medway et obtient un diplôme d'enseignement en géographie de l'Université Canterbury Christ Church en 2017. Il est professeur de géographie à la Strood Academy de juillet 2017 à août 2023 et à la Stone Lodge School d'août 2023 à juillet 2024.

## Carrière politique
Osborne se présente aux élections locales de 2007 dans le Medway comme candidat du Parti travailliste dans le quartier de Strood North, composé de trois sièges, mais n'est pas élu. Il se présente aux élections locales de 2011 à Medway comme travailliste dans le quartier à trois sièges de Luton et Wayfield et est élu,. Il est réélu aux élections locales de 2015 et 2019. Aux élections locales de 2023, il est élu dans le quartier à trois sièges de Rochester East et Warren Wood,. Lors des élections, le parti travailliste prend le contrôle du conseil de Medway et Osborne est nommé membre du cabinet chargé de la sécurité communautaire et de l'application de la loi,.
Osborne se présente aux élections générales de 2015 en tant que candidat du Parti travailliste à Chatham et Aylesford, mais est battu par la députée conservatrice sortante Tracey Crouch,. Il se présente aux élections de 2016 au poste de commissaire de police et de criminalité comme candidat du Parti travailliste dans le Kent, mais est battu par le conservateur Matthew Scott,.
Osborne se présente aux élections générales de 2024 en tant que candidat du Parti travailliste à Chatham et Aylesford et est élu avec une majorité de 1 998 voix,.